# 长集镇
长集镇，是中华人民共和国安徽省六安市霍邱县下辖的一个乡镇级行政单位。

## 行政区划
长集镇下辖以下地区：
大墩村、汪井村、钱店村、禹桥村、小园村、七里棚村、柿园村、许岗村和长塘稍村。